# Jean-Philippe Daguerre (volley-ball)
Pour les articles homonymes, voir Jean-Philippe Daguerre et Daguerre.
Jean-Philippe Daguerre est un ancien joueur français de volley-ball né le 4 décembre 1975 à Agen (Lot-et-Garonne). Il mesure 1,88 m et évoluait au poste de réceptionneur-attaquant puis, de libéro.
Il s'est plus particulièrement spécialisé dans le Beach-volley, disputant les derniers jeux méditerranéens, avec son coéquipier Grégory Gagliano.
Il arrête sa carrière de joueur en juin 2010, et devient entraineur de l'équipe réserve de l'Avignon Volley-Ball, évoluant en Nationale 3.
En juillet 2011, il signe en tant qu'entraineur de l'équipe professionnelle d'Orange en ligue B, il est remercié à l'issue de la saison 2012/2013.
Ses deux frères sont également volleyeur, Matthieu Daguerre évolua avec l'Avignon Volley-Ball en Pro'B lors de la saison 1998/1999, alors que Jean-Baptiste joue à Orange Volley depuis septembre 2011.
Il exerce en parallèle la profession de plombier dans la ville d'Aramon.

## Palmarès
- Championnat de France de Pro B
  - Vainqueur : 1999, 2000
- Championnat de France de Beach-volley (1)
  - Vainqueur : 2000